# Broze
Broze is een gemeente in het Franse departement Tarn (regio Occitanie) en telt 104 inwoners (2009). De plaats maakt deel uit van het arrondissement Albi.

## Geografie
De oppervlakte van Broze bedraagt 4,0 km², de bevolkingsdichtheid is dus 26 inwoners per km².
De onderstaande kaart toont de ligging van Broze met de belangrijkste infrastructuur en aangrenzende gemeenten.

## Demografie
Onderstaande figuur toont het verloop van het inwonertal (bron: INSEE-tellingen).